# Liechtenstein aux Jeux olympiques de la jeunesse d'hiver de 2012
Le Liechtenstein a participé aux Jeux olympiques de la jeunesse d'hiver de 2012 à Innsbruck en Autriche du 13 au 22 janvier 2012. L'équipe liechtensteinoise était composée de deux athlètes dans deux sports.

## Résultats

### Ski alpin
La Liechtenstein a qualifié un homme en ski alpin.
Homme
| Athlète    | Épreuve      | Finale        | Finale   | Finale          | Finale          |
| Athlète    | Épreuve      | Manche 1      | Manche 2 | Total           | Rang            |
| ---------- | ------------ | ------------- | -------- | --------------- | --------------- |
| Manuel Hug | Slalom       | 42 s 94       | 45 s 04  | 1 min 27 s 98   | 22              |
| Manuel Hug | Slalom géant | 1 min 00 s 44 | 57 s 16  | 1 min 57 s 60   | 18              |
| Manuel Hug | Super-G      |               |          | N'a pas terminé | N'a pas terminé |
| Manuel Hug | Combiné      | 1 min 06 s 52 | 39 s 27  | 1 min 45 s 79   | 17              |

### Ski de fond
Le Liechtenstein a qualifié un homme.
Homme
| Athlète       | Épreuve      | Finale        | Finale |
| Athlète       | Épreuve      | Temps         | Rang   |
| ------------- | ------------ | ------------- | ------ |
| Martin Vögeli | 10 km hommes | 33 min 20 s 5 | 31     |

Sprint
| Athlète       | Épreuve       | Qualification | Qualification | Quart de finale | Quart de finale | Demi-finale  | Demi-finale  | Finale       | Finale       |
| Athlète       | Épreuve       | Total         | Rang          | Total           | Rang            | Total        | Rang         | Total        | Rang         |
| ------------- | ------------- | ------------- | ------------- | --------------- | --------------- | ------------ | ------------ | ------------ | ------------ |
| Martin Vögeli | Sprint hommes | 1 min 56 s 31 | 39            | Non qualifié    | Non qualifié    | Non qualifié | Non qualifié | Non qualifié | Non qualifié |